# Vincent Wieser
Vincent Wieser (Schladming, 12 novembre 2002) è uno sciatore alpino austriaco.

## Biografia
Specialista delle prove veloci attivo dal novembre del 2018, Wieser ha esordito in Coppa Europa il 21 dicembre 2020 ad Altenmarkt-Zauchensee in supergigante (47º); ai Mondiali juniores di Sankt Anton am Arlberg 2023 ha vinto la medaglia di bronzo nella medesima specialità e nella combinata a squadre e il 14 dicembre dello stesso anno ha conquistato la prima vittoria, nonché primo podio, in Coppa Europa, a Santa Caterina Valfurva in discesa libera. Ha debuttato in Coppa del Mondo il 6 dicembre 2024 a Beaver Creek in discesa libera (47º); non ha preso parte a rassegne olimpiche o iridate.

## Palmarès

### Mondiali juniores
- 2 medaglie:
  - 2 bronzi (supergigante, combinata a squadre a Sankt Anton am Arlberg 2023)

### Coppa del Mondo
- Miglior piazzamento in classifica generale: 124º nel 2025

### Coppa Europa
- Miglior piazzamento in classifica generale: 3º nel 2024
- Vincitore della classifica di supergigante nel 2024
- 7 podi:
  - 3 vittorie
  - 2 secondi posti
  - 2 terzi posti

#### Coppa Europa - vittorie
| Data             | Località                | Paese  | Specialità |
| ---------------- | ----------------------- | ------ | ---------- |
| 14 dicembre 2023 | Santa Caterina Valfurva | Italia | DH         |
| 22 gennaio 2024  | Tarvisio                | Italia | SG         |
| 13 dicembre 2024 | Santa Caterina Valfurva | Italia | SG         |

Legenda:

DH = discesa libera

SG = supergigante